# اشتباكات محافظة إدلب (يونيو 2020)
كانت اشتباكات محافظة إدلب (يونيو 2020) سلسلة مواجهات مسلحة بين غرفة عمليات الصمود بقيادة تنظيم تنظيم حراس الدين وهيئة تحرير الشام. بدأ الصراع بعد أن اعتقلت هيئة تحرير الشام زعيم جبهة أنصار الدين، أبو صلاح الأوزبكي، وقياديًا معارضًا لمجموعة داخل هيئة تحرير الشام.

## الخلفية
اتفقت روسيا وتركيا في الخامس من آذار/مارس 2020 على وقف إطلاق النار وهو ما أوقفَ – ولو مؤقتًا – معارك الكرّ والفر في شمال غربي المحافظة التي بدأت في كانون الأول/ديسمبر 2019. رفضت عدة «جماعات متشددة» وقف إطلاق النار ثمّ أعلنت في الثاني عشر من حزيران/يونيو تشكيل غرفة عمليات جديدة تحتَ اسمِ فاثبتوا في تحدٍ واضحٍ وصريحٍ لوقف إطلاق النار الموقّعِ بين الروس والأتراك.
شنَّت هيئة تحرير الشام حملة اعتقالات طالت معارضين و«مقاتلين متطرفين» في مناطق محافظة إدلب الخاضعة لسيطرتها، كما اعتقلت الهيئة عددًا من قيادات غرفة العمليات الجديدة، من بينهم أبو صلاح الأوزبكي، زعيم جبهة أنصار الدين، والمنشق أبو مالك التلي، قائد لواء المقاتلين الأنصار المُنشقِّ عن هيئة تحرير الشام.
أقام تنظيم حراس الدين عدة حواجز في مناطق غرب مدينة إدلب، ورفض تفكيكها بحسبِ هيئة تحرير الشام.

## الجدول الزمني
ردًا على اعتقال عدد من كبار القادة، نشرت غرفة عمليات فاثبتوا مقاتلين في نقاط التفتيش الموجودة مناطق أرمناز وعرب سعيد وملص. وضعت هيئة تحرير الشام مقاتليها في أنحاء المحافظة في حالة تأهب قصوى.
في 23 يونيو، ووفقًا لموقع «المصدر نيوز» الموالي للحكومة البعثية، بدأ القتال بين الجانبين. استولى تنظيم حراس الدين على سجن إدلب المركزي، ومصنع كنصروة، إضافة إلى عدة مجمعات سكنية غربي مدينة إدلب. استمرت الاشتباكات حتى نهاية اليوم، وتوقفت مؤقتًا قبل استئنافها في اليوم التالي.
في 24 يونيو، نقل الجانبان كل من المركبات والجنود إلى مناطقهما ونقاط التفتيش. هاجمت هيئة تحرير الشام، معقل غرفة عمليات «فاثبتوا» بالدبابات والمدفعية، ما أدى إلى اشتباكات بين الجانبين بالأسلحة الثقيلة، فيما تجددت الاشتباكات غربي مدينة إدلب. هاجم مقاتلو تنظيم حراس الدين حاجز قرية اليعقوبية، واستولوا على السيطرة من هيئة تحرير الشام. كما تم الاستيلاء على الجنودية. لقد قُطعت طرق متعددة بين البلدات التي كانت تشهد مقاتلين، مع فرار المدنيين من قرية عرب سعيد التي شهدت قتالًا عنيفًا. قُتل 9 مقاتلين من الجانبين وأصيب أربعة مدنيين في الاشتباكات. لكن وفقًا للمصدر نيوز، استمرت الاشتباكات حول الأطراف الغربية لإدلب مع تقدم تنظيم حراس الدين نحو المدينة، حيث ورد أن تنظيم حراس الدين قد سيطر على الأرض من هيئة تحرير الشام.
وفي اليوم التالي في 25 يونيو، انهار وقف إطلاق النار، واستؤنفت الاشتباكات غرب إدلب حيث عززت هيئة تحرير الشام مواقعها بالعتاد والجنود والآليات. في غضون ذلك، جلبت هيئة تحرير الشام تعزيزات لشن هجوم جديد على عرب سعيد. وفي اليوم نفسه توفي مقاتل سابق في ألوية صقور الشام متأثرًا بجراحه خلال اشتباكات غربي مدينة إدلب، عندما سقطت قذيفة مدفعية طائشة قرب منزله في قرية معرتين. استمرت الاشتباكات على مدار اليوم، حيث تبادلت هيئة تحرير الشام وغرفة عمليات «فاثبتوا» القصف غربي إدلب حول قرية عرب سعيد، حيث قُتل 5 مقاتلين من تنظيمات حراس الدين و4 من مقاتلي هيئة تحرير الشام. وبعد تدخل رجال وشيوخ الشورى بريف جسر الشغور انسحب تنظيم حراس الدين من حاجز اليعقوبية وتوجه إلى مناطق قرب قريتي الحرمة وزرزور. ومع استمرار القتال العنيف في عرب سعيد، تمكنت هيئة تحرير الشام من استعادة سجن إدلب المركزي من حراس الدين، ونشرت أسلحة ثقيلة ومركبات في الموقع. تم تدمير إحدى المركبات التي تم تعقبها من قبل حراس الدين خلال الاشتباكات. ارتفع عدد القتلى إلى 19، مع تأكيد مقتل 12 من مقاتلي حراس الدين و9 من مقاتلي هيئة تحرير الشام.
في 26 يونيو، استؤنفت الاشتباكات مرة أخرى بعد هدوء أولي. لقد تقدمت هيئة تحرير الشام في منطقة عرب سعيد، واستولت على محطة تنقية المياه وبئر أرمناز. أصدر تنظيم حراس الدين بيانًا رسميًا أعلن فيه استعداده لإزالة الحواجز بشرط إجراء مفاوضات بشأن الأسرى، وتولي لجنة قضائية النظر في القضايا المطروحة. وبحسب ما ورد، فقد توصّل الطرفان إلى اتفاق جديد تُمكن بنوده مقاتلي حراس الدين البقاء في عرب سعيد بأسلحتهم، والسماح بمغادرة أي شخص، وأن يحاكم الحزب الإسلامي التركستاني القادة الأسرى. كما تعهدت المنظمة بإغلاق جميع مقارها وبعدم إقامة مزيد من نقاط التفتيش. كما كان على تنظيم حراس الدين الانسحاب من جميع الأراضي التي تم الاستيلاء عليها من هيئة تحرير الشام. سُمح لمقاتلي غرفة عمليات فاثبتوا بالانسحاب إلى المناطق التي يسيطر عليها المتمردون في اللاذقية، حيث تتمركز بعض العناصر التابعة لها.

## العواقب
ومع وقف إطلاق النار، هاجمت هيئة تحرير الشام نقاط تفتيش تابعة لتحالف «فاثبتوا» في قرية الحمامة ومحيطها، وكذلك في منطقة سرمدا الحدودية، كما داهمت مقرات في سرمدا نفسها والساحل. أدان تنظيم حراس الدين هذه التصرفات ووصفها بـ«الخيانة» التي قد تلغي الاتفاقات في حال استمرارها.
استأنفت هيئة تحرير الشام تحركاتها ضد تنظيم حراس الدين، وأرسلت بيانًا أعلنت فيه أن جميع الفصائل ستتحد بعد غرفة عمليات الفتح المبين، مما يمنع تشكُّل وعمل أي تحالفات أخرى من في محافظة إدلب. في 28 يونيو، اقتحمت هيئة تحرير الشام عرب سعيد واعتقلت القائد البارز في تنظيم حراس الدين أبو عمر منهج.

## ردود الأفعال
- القاعدة - أصدرت القيادة العامة للقاعدة بيانًا أدانت فيه هيئة تحرير الشام، وكذلك دعت الجماعة إلى وقف أعمالها.[28] حثت القيادة أيضًا المقاتلين على عصيان أوامر تنفيذ الهجمات.[29]
- هيئة تحرير الشام - وصف متحدث باسم هيئة تحرير الشام تصرفات تنظيم حراس أنصار الدين بأنها «غير مقبولة».[10] كما اتهمت وكالة الأنباء الموالية لهيئة تحرير الشام، إباء، التنظيم بنهب المدنيين ومحاصرة منزل الرئيس السابق لحكومة الإنقاذ السورية، واتهمت وسائل إعلام أخرى أبو مالك التلي بمحاولة شق صفوف هيئة تحرير الشام.[24]
- غرفة عمليات فاثبتوا - اتهم متحدث باسم غرفة العمليات هيئة تحرير الشام بالتصعيد.[10] أصدر أبو العبد أشداء، زعيم تنسيقية الجهاد، رسالة عبر قناته على التليجرام، قال فيها: «بعد أن قامت هيئة تحرير الشام باعتقال مهاجرين وقادة الجهاد، وعدم امتثالها للشريعة، وإصرارها على الغطرسة والعدوان، فإن فصائل فاثبتوا تضع حواجزها غرب إدلب لوقف الاعتقالات». كما ذكر أشداء أن غرفة العمليات لا تريد القتال، لكنه حذر من أن لدى الغرفة القدرة على الدفاع عن نفسها ونشر نفوذها في أنحاء إدلب.[24]